# Clermain
Clermain ist eine Ortschaft und eine ehemalige französische Gemeinde mit 240 Einwohnern (Stand 1. Januar 2022) im Département Saône-et-Loire in der Region Bourgogne-Franche-Comté (vor 2016 Bourgogne). Sie gehörte zum Arrondissement Mâcon und war Teil des Kantons La Chapelle-de-Guinchay (bis 2015 Tramayes).
Mit Wirkung vom 1. Januar 2019 wurden die früher selbstständigen Gemeinden Clermain, Brandon und Montagny-sur-Grosne zur Commune nouvelle Navour-sur-Grosne zusammengeschlossen und haben in der neuen Gemeinde den Status einer Commune déléguée. Der Verwaltungssitz befindet sich im Ort Clermain.

## Geografie
Clermain liegt etwa 25 Kilometer westnordwestlich von Mâcon.

## Bevölkerungsentwicklung
| Jahr                      | 1962 | 1968 | 1975 | 1982 | 1990 | 1999 | 2006 | 2013 |
| Einwohner                 | 231  | 196  | 202  | 198  | 177  | 197  | 214  | 235  |
| Quelle: Cassini und INSEE |      |      |      |      |      |      |      |      |

## Sehenswürdigkeiten
- Kirche Notre-Dame

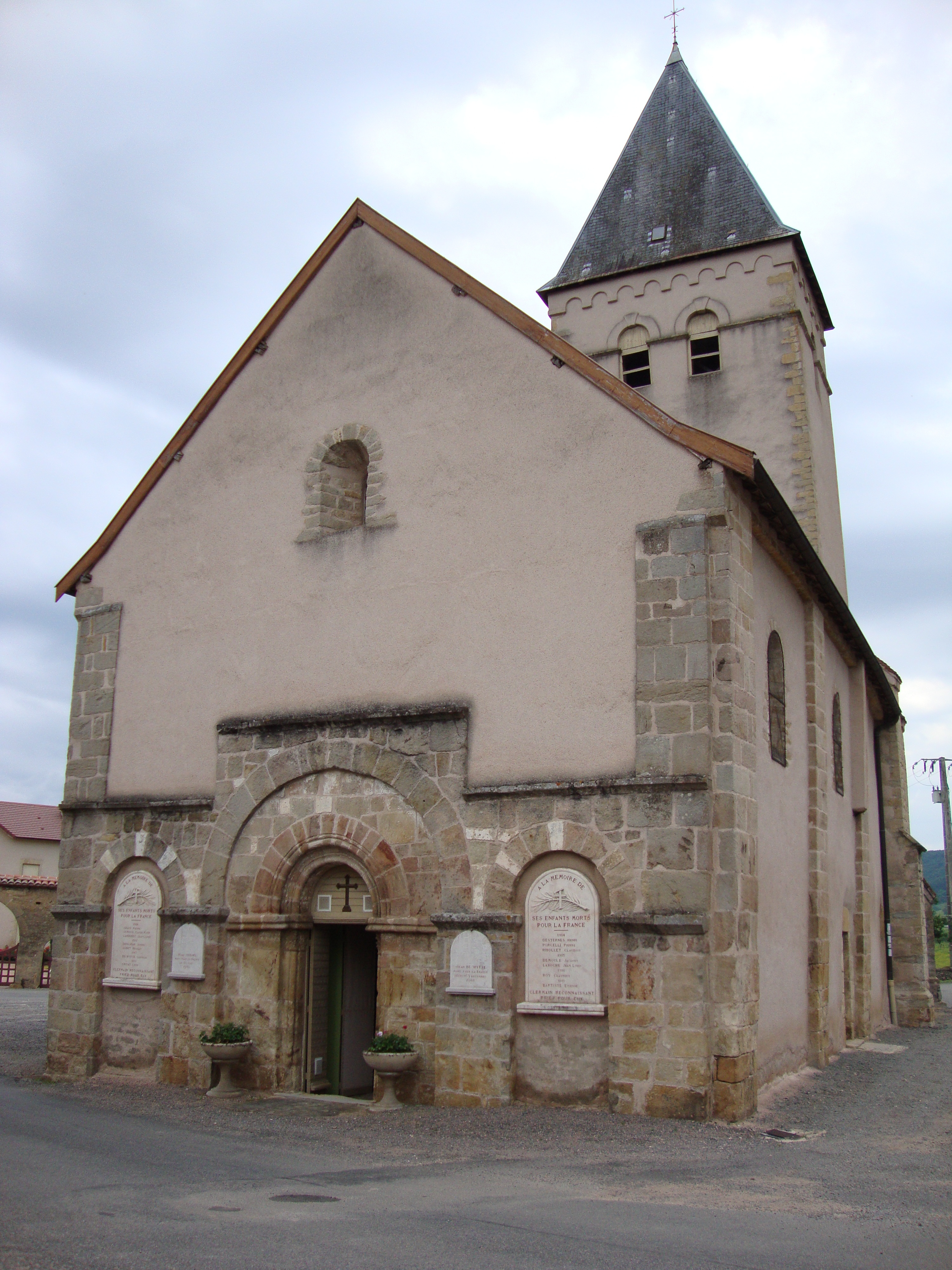
Kirche Notre-Dame

- Schloss Montvaillant aus dem 19. Jahrhundert
- Herrenhaus Le Colombier